# Keith Prentice
Keith Prentice (ur. 21 lutego 1940 r. w Dayton, zm. 27 września 1992 r. w Kettering) – amerykański aktor filmowy, teatralny i telewizyjny, najbardziej znany z roli Larry'ego w filmie Chórzyści (1970).

## Życiorys
Syn Kate Prentice. Miał siostrę, June Black. Absolwent nowojorskiej uczelni wyższej American Academy of Dramatic Arts. Znany przede wszystkim z pracy teatralnej. Występował w sztukach broadwayowskich, jak Sail Away czy Dźwięki muzyki, oraz off-broadwayowskich. Wsławił się rolą homoseksualisty Larry'ego w sztuce The Boys in the Band z 1968. Kreację powtórzył dwa lata później w reżyserowanej przez Williama Friedkina ekranizacji, Chórzyści. W 1971 grał Morgana Collinsa w serialu grozy Dark Shadows. W westernie The Legend of Nigger Charley (1972) pojawił się jako Niles Fowler, a w kryminale Zadanie specjalne (1980) − jako Joey. Zmarł we wrześniu 1992 w wyniku powikłań związanych z AIDS.